# قطعنامه ۲۰۶۳ شورای امنیت
قطعنامهٔ ۲۰۶۳ شورای امنیت سازمان ملل متحد سندی بین‌المللی دربارهٔ تمدید مأموریت عملیات ترکیبی سازمان ملل متحد در دارفور است. این قطعنامه طی نشست شورای امنیت سازمان ملل متحد در تاریخ ۳۱ ژوئیه ۲۰۱۲ میلادی با ۱۴ رأی موافق، ۱ مخالف و ۰ ممتنع به تصویب رسید.